# Jesus Chavez
Jesus Chavez (* 12. November 1972 in Parral, Chihuahua, Mexiko als Jesús Gabriel Sandoval Chávez) ist ein ehemaliger mexikanischer Boxer und Normalausleger. Er wurde von Lou Mesorano gemanagt und von Ronnie Shields trainiert.
Chavez war von August 2003 bis Februar 2004 Weltmeister des World Boxing Council sowie von September 2005 bis Februar 2007 Weltmeister der International Boxing Federation.